# Nordalbingowie

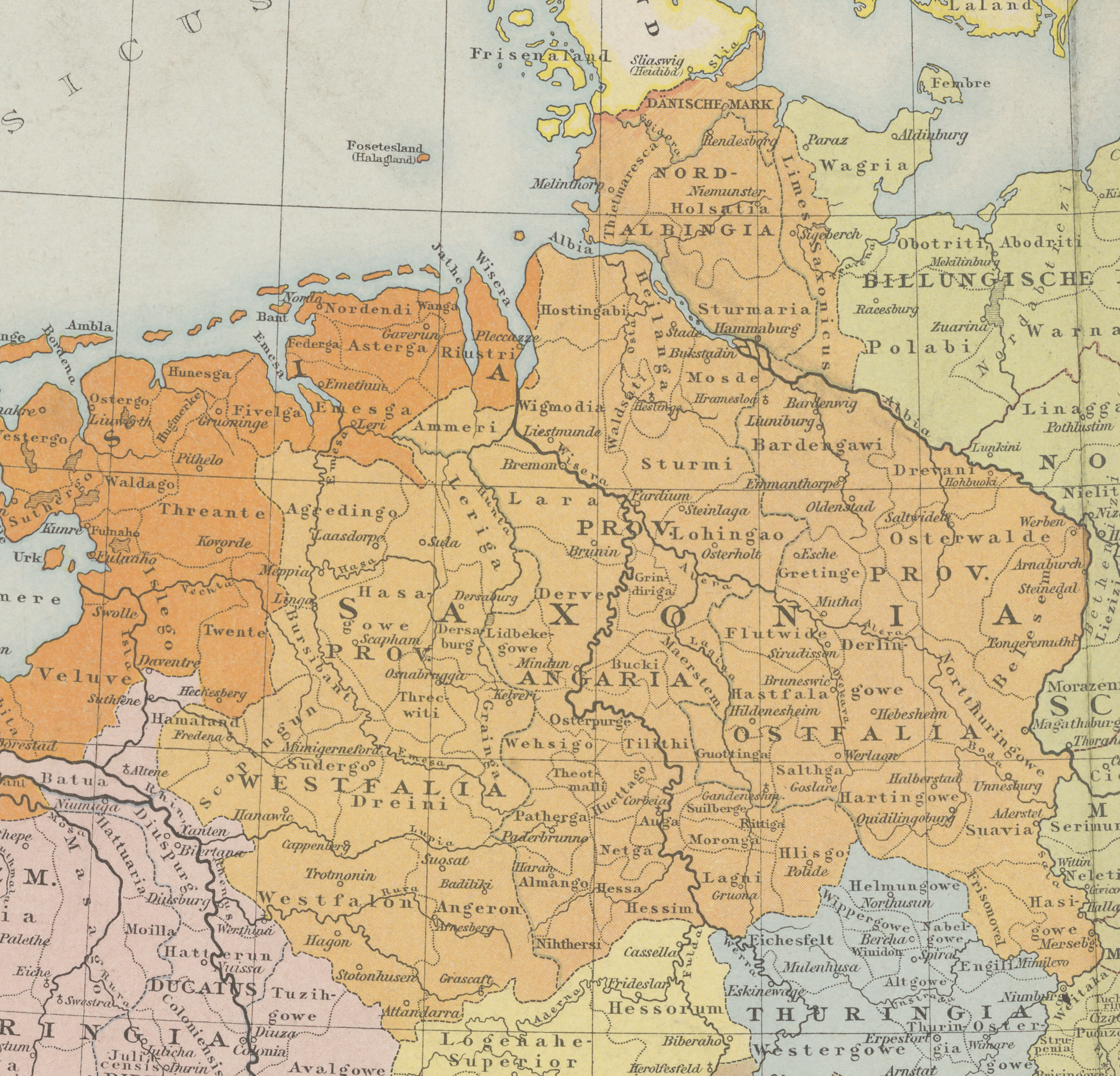
Księstwo Saskie z terenami Nordalbingów ok. roku 1000

Nordalbingowie (łac. Nordliudi) – jedno z plemion saskich. 
Jak to wynika już z nazwy (po łacinie Albis to Łaba), zamieszkiwali Nordalbingowie  tereny na północ od rzeki Łaby podzielone na trzy okręgi: Holzatów, Szturmarów i Ditmarszów oraz w trójkącie na południe od Łaby między ujściem jej i Wezery zwany Hadeln. Po zwycięstwie sprzymierzonych z Frankami Obodrytów w bitwie nad Święcianą nad Nordalbingami, Karol zmusił 10 000 rodzin do przeniesienia się środkowych Niemiec, a prowincje na północ od Łaby oddać Obodrytom.